# Брэмли, Фрэнк
Фрэнк Брэмли (англ. Frank Bramley; 6 мая 1857, Сибси, Линкольншир — 9 августа 1915, Шолфорд-Хилл, Глостершир) — английский художник, крупный представитель художественной группы Ньюлинская школа.

## Жизнь и творчество
Ф. Брэмли получил художественное образование в линкольнской Художественной школе (в 1873—1878 годах) и в Королевской академии изящных искусств в Антверпене (в 1879—1882). В антверпенской Академии он учился у бельгийского мастера Шарля Верла. В 1882—1884 годы художник живёт в Венеции. После возвращения в Англию Брэмли селится в корнуоллском рыбачьем посёлке Ньюлин и присоединяется к колонии художников Ньюлинской школы. В отличие от большинства членов группы, Брэдли предпочитает этюдам на природе живопись в закрытых помещениях и при искусственном свете.
С 1884 по 1912 год Ф.Брэмли презентирует свои работы на ежегодных выставках Королевской академии художеств. В 1885 он был одним из соучредителей Нового английского художественного клуба. Из художников конца XIX столетия особо тесные отношения связывали Ф.Брэмли с Дж. Уистлером и С.Форбсом.
Общественное признание приходит к Брэмли в 1888 году, с его работой Безнадёжное дело, приобретённой для картинной галереи Тейт. Начиная с 1890-х годов полотна Брэмли становятся светлее, а мазки кисти более плотными. Сюжетами служат традиционные сценки из сельской жизни; Ф.Брэмли создаёт также произведения портретной живописи. С 1894 года Ф.Брэмли — член-корреспондент Королевской академии художеств, и с 1911 года — действительный член этой лондонской Академии. Вскоре после этого события он был удостоен Золотой медали на Парижском салоне.

## Галерея

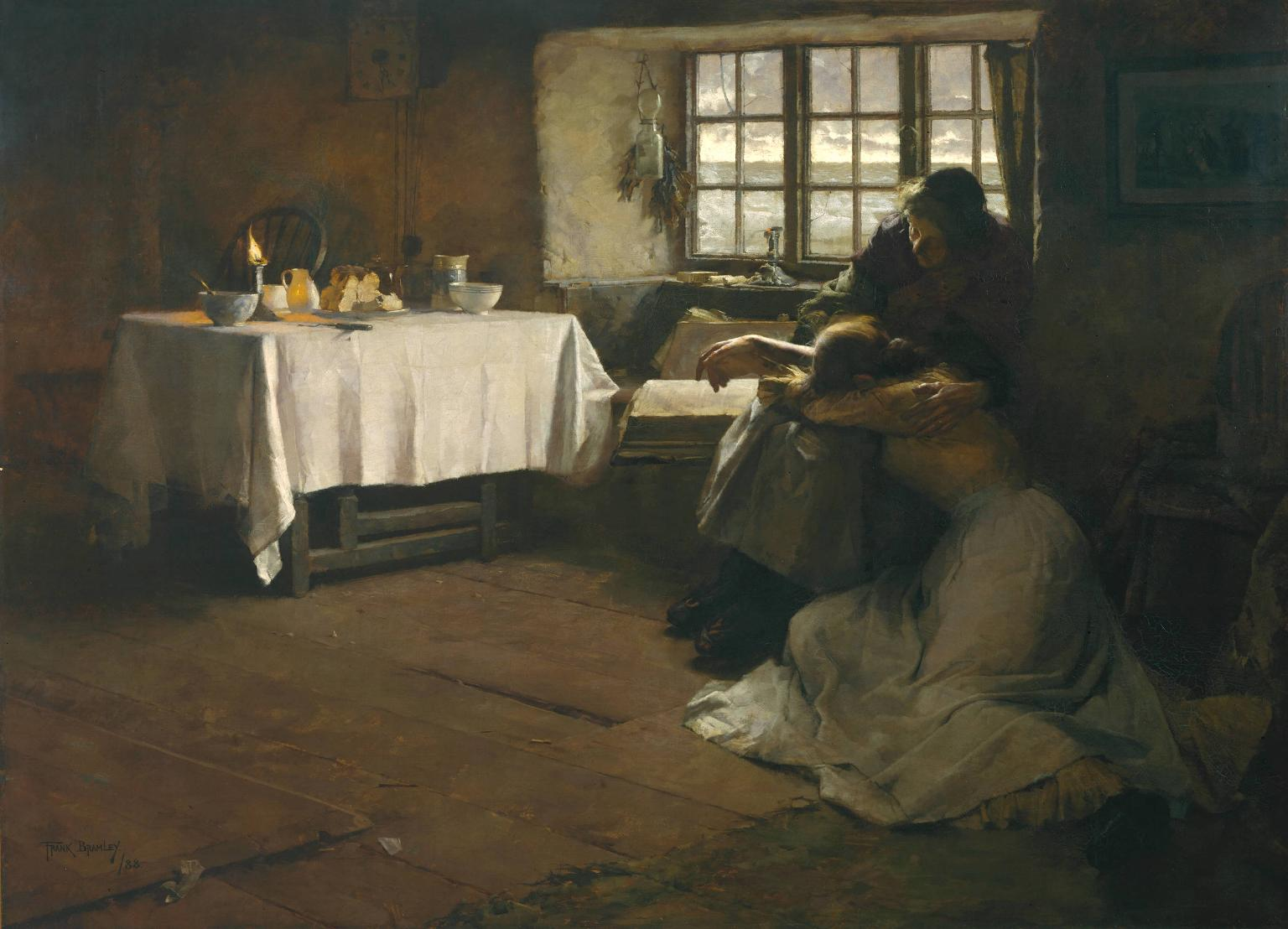
Безнадёжное дело (1888)
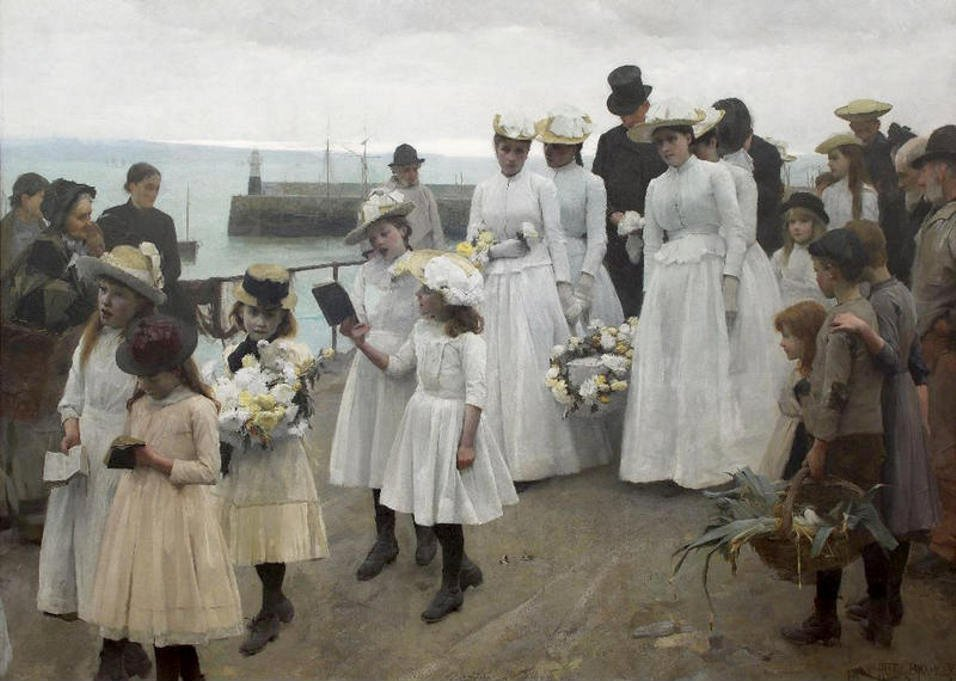
Райское королевство (1891)
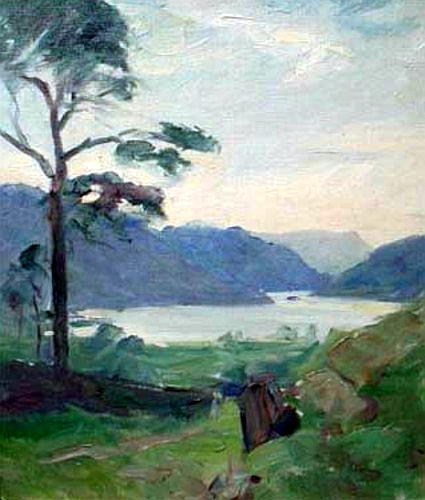
Озеро Тислемер, в Камберленде
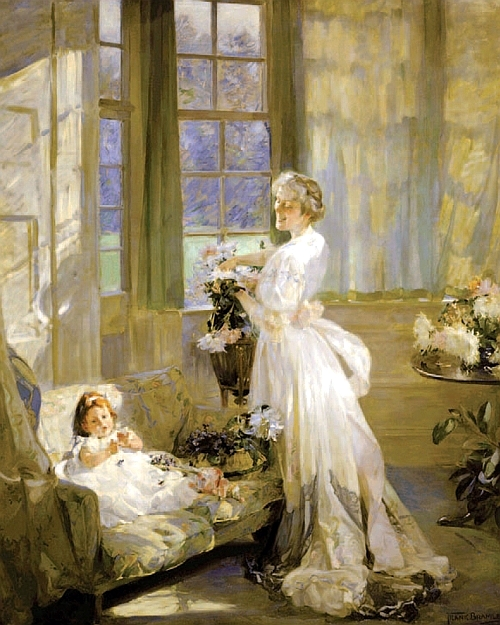
Портрет Элен Чалмерс (1908)